# 革命工会运动

革命工会运动标志

革命工会运动（捷克語：Revoluční odborové hnutí，缩写为ROH）是捷克斯洛伐克历史上一个的全国性工会组织。  
该组织成立于1946年5月16日，是捷克斯洛伐克共产党领导的群众组织。在1948年的二月事件中，工会领导成立工会工厂委员会，发动工人支持捷共。  
在捷克斯洛伐克共产党执政时期（1948年—1989年），该组织是唯一的合法工会。该组织作为民族阵线成员，参与国家机关和经济机关对重大问题的讨论，并作为广大工人参与国民经济管理的主要工具，同时也是保障工人权益、劳动安全和福利的机构。该组织的最高领导机构是工会全国代表大会和工会中央理事会。该组织的成员曾多达1000万以上。
1989年12月，工会中央理事会主席团被撤销，成立工会行动委员会。1990年3月3日，该组织被解散，由行业工会联合会取而代之。